# Desa Cipelang (administrativ by i Indonesien, lat -6,70, long 106,77)
Desa Cipelang är en administrativ by i Indonesien.   Den ligger i provinsen Jawa Barat, i den västra delen av landet, 50 km söder om huvudstaden Jakarta.